# Maras April
Maras April ist ein Popduo aus Thüringen. 

## Geschichte
Sängerin Anne-Katrin Hoffmann (* 1989 in Mühlhausen/Thüringen) war von 2003 bis 2008 in der Rap-Mädchenband C-Flow aus Struth aktiv, während Keyboarder René Schlothauer (* 1978 in Mühlhausen/Thüringen) in Coverbands zu hören war. Hoffmann sang gelegentlich bei Liveauftritten in Schlothauers Band Popsofa. Im Juli 2010 vertonten die beiden Musiker mit dem Titel Himmel aus Eis einen ersten Text von Hoffmanns Vater Ralf Hoffmann, der seither für die Gruppe als Textautor agiert. Im Februar 2011 erfolgte der erste Auftritt als Maras April. Der Bandname wurde durch Hoffmanns Patenkind Mara und den wechselhaften Monat April inspiriert. Über eine Demo-CD wurde die Gruppe zum Vertreter Thüringens beim Bundesvision Song Contest 2012 ernannt. Mit dem Titel Himmel aus Eis erreichte die Gruppe Platz neun. An jenem Tag erschien auch das selbstbetitelte Debütalbum der Gruppe bei Sony Music.
Bei Liveauftritten wird das Duo von Christian Svenson aus Kassel (Schlagzeug), Lars Zacharias aus Göttingen (Bass) und Michael Murauer aus Eschwege (Gitarre) unterstützt. Schlothauer lebt in Mühlhausen/Thüringen und Hoffmann in Göttingen.

## Diskografie
Alben
- 2012: Maras April

Singles
- 2012: Himmel aus Eis
- 2012: Keine Sonne
- 2013: Tschüss